# Jekatyerina Alekszejevna Furceva
Jekatyerina Alekszejevna Furceva (oroszul Екатери́на Алексе́евна Фу́рцева; Visnyij Volocsok, 1910. december 7.; a régi naptár szerint november 24. – Moszkva, 1974. október 24.) szovjet politikus. A Szovjetunió történetében ő volt az egyik legbefolyásosabb nő. 1954–1957 között a moszkvai városi pártbizottság első titkára, 1957–1960 között az SZKP Központi Bizottságának titkára, 1960–1974 között pedig a Szovjetunió kulturális minisztere. 1957 és 1961 között tagja volt az SZKP KB Elnökségének.

## Élete
Furceva munkáscsaládban született 1910. november 24-én (december 7.) az akkor a Tveri kormányzósághoz tartozó Visnyij Volocsok városban.
1924-ben lépett be a Komszomolba, 1930-tól volt az SZKP tagja. 1928-30-ban szövőgyári munkás volt. 1930-33, majd 1935-37 között a Komszomolban töltött be különböző tisztségeket. 1933-35-ben, majd 1937-41 között a moszkvai finomvegyészeti műszaki főiskola hallgatója volt, ahol az intézmény párttitkárává is megválasztották.
A második világháború kitörése után 1941 telén részt vett moszkva védelmében.
1942-től 1957-ig Moszkvában töltött be egyre magasabb párttisztségeket. Először a Frunze kerületi pártbizottság titkára, másod-, majd első titkára volt, ezután 1950-től az SZKP Moszkvai Városi Bizottságának másodtitkára, végül 1954-57 között első titkára. Ebben az időben ismerkedett meg Nyikita Szergejevics Hruscsovval.
1952-ben lett az SZKP Központi Bizottságának póttagja. 1956. február 25-én az SZKP XX. Kongresszusa az új KB rendes tagjai közé választotta, a KB két nappal később tartott alakuló ülésén pedig az SZKP KB Elnökségének póttagja és az SZKP KB titkára is lett.
Amikor 1957 júniusában az Elnökség többsége puccsszerűen elhatározta Hruscsov leváltását, az akkor még póttag Furceva az első titkárt támogató, Mikojan és Szuszlov által vezetett kisebbséggel tartott (a szintén póttag Brezsnyevhez hasonlóan). Azt követően, hogy a június 29-i központi bizottsági ülésen Hruscsov mégis felülkerekedett ellenfelein, a pozíciók újraosztása során Furceva az Elnökség rendes tagjai közé került.
1960. május 4-én távozott a KB apparátusából, amikor KB-titkári megbízatása helyett kulturális miniszter lett, és ezt a posztot 14 éven át, élete végéig töltötte be. 1961. október 31-én kikerült a KB Elnökségéből.
1950 és 1962 között, majd 1966-tól haláláig tagja volt a Szovjetunió Legfelsőbb Tanácsának.
Furceva váratlanul hunyt el az 1974. október 24-éről 25-ére virradó éjszaka. Az orvosi jelentés szerint halálát szívelégtelenség okozta, 2001-ben azonban a KGB egykori elnöke, Vlagyimir Krjucskov egy kérdésre válaszolva úgy nyilatkozott, hogy "minden őt ismerő elvtársa szerint öngyilkosságot követett el a fürdőszobájában". 1974. október 29-én temették el a Novogyevicsi temetőben.

### Családja
Apja Alekszej Gavrilovics Furcev volt, aki 1914-ben elesett a fronton, anyja pedig Matrjona Nyikolajevna (1890-1972).
Első férje 1935-től 1944-ig Pjotr Ivanovics Bitkov repülőpilóta volt. Lánya, Szvetlana 1942-ben született. Második házassága 1956-tól Furceva haláláig tartott Nyikolaj Pavlovics Firjubin diplomatával.

## Emlékezete
Emlékét a 2000-es években egyre intenzívebben ápolják Oroszországban. 2004-ben emléktáblát kapott Moszkvában, a Tverszkaja ulica 9. szám alatt, 2006-ban nyitották meg a moszkvai Frunze rakparton a róla elnevezett könyvtárat, és az orosz művészet fejlesztését támogató nemzetközi alapítványt is elneveztek róla.
2000-től kezdve több dokumentum- és játékfilmet is készítettek róla, 2011-ben pedig egy 12 részes tv-sorozatot is. Alakja számos, a Szovjetunió történetével vagy egyes vezetőinek életrajzával foglalkozó filmben feltűnik. Furcevát gyakran hasonlítják Nagy Katalin cárnőhöz, néha III. Katalinként emlegetve.

## Fordítás
- Ez a szócikk részben vagy egészben  a(z)   Фурцева, Екатерина Алексеевна című orosz Wikipédia-szócikk ezen változatának fordításán alapul.  Az eredeti cikk szerkesztőit annak laptörténete sorolja fel. Ez a jelzés csupán a megfogalmazás eredetét és a szerzői jogokat jelzi, nem szolgál a cikkben szereplő információk forrásmegjelöléseként.

## Külső hivatkozások
- Politikai tisztségei a knowbysigth portálon.